# Wapen van Echt-Susteren

Het wapen van de gemeente Echt-Susteren.

Het wapen van Echt-Susteren is op 3 maart 2005 bij Koninklijk besluit aan de gemeente Echt-Susteren verleend. Het wapen is opgemaakt uit de wapens van Echt, Susteren en elementen uit het wapen van Nieuwstadt. De gemeente Echt-Susteren is gefuseerd uit de gemeentes Echt en Susteren.

## Geschiedenis
Elementen uit het wapen van Echt-Susteren gaan terug tot in de middeleeuwen. Belangrijke elementen die over zijn genomen uit het wapen van Susteren, de elzenproppen, zijn daar een voorbeeld van. Deze elzenproppen stammen uit het wapen van Nieuwstadt dat vroeger Elsene heette en zijn dus sprekende elementen. Het wapen van Nieuwstadt heeft drie elzen op een zilveren achtergrond. Zij kwamen in een zegel uit 1359 van de schepenbank voor. De gemeente Nieuwstadt is in 1982 bij de gemeente Susteren gevoegd, deze gemeente had al de twee schildhoudende zusters, de oudste afbeelding met twee zusters stamt uit de 13e eeuw. Het zijn vermoedelijk adellijke stiftdames. De herkomst van het wapen van Echt is onbekend, maar werd al zo gebruikt in 1277 op schepenbankzegels. Het ontwerp is van de commissie Heraldiek van het Limburgs Geschied- en Oudheidkundig Genootschap (LGOG).

De elementen die over zijn genomen uit het wapen van Echt zijn de rode achtergrond met het zilveren Sint-Andrieskruis en de gouden herkruiste kruisjes. Dit wapen stamt uit de 14e eeuw, in die eeuw heeft Echt stadsrechten verkregen en behoorde het bij het graafschap Gelre, het exacte jaartal dat Echt stadsrechten heeft verkregen is niet bekend.

## Blazoen
De beschrijving van het gemeentewapen van Echt-Susteren luidt als volgt:
In keel een schuinkruis van zilver, vergezeld van twaalf herkruiste kruisjes van goud, in elke hoek drie; in een schildvoet van zilver een uitkomende tak met drie elzenproppen van sinopel. Het schild gedekt met een gouden kroon van drie bladeren en twee parels en gehouden door twee vrouwen van natuurlijke kleur met lang golvend haar, afhangend over de bovenarmen, gekleed in een onderkleed van keel en een bovenkleed van azuur, gevoerd van zilver en geboord van goud, naar gotische stijl geplooid en afhangend over de schoenen van natuurlijke kleur, met een omrande gegolfde kap van zilver en op de buitenste hand met kaphandschoen van natuurlijke kleur een valk van hetzelfde, gebekt, geklauwd, gehalsband en gebeld van goud, met een gepluimde huif van zilver, de beide valken toegewend, gebonden met twee omlaag hangende langveters van keel, eindigende in knopen
Dit houdt in dat het schild rood van kleur is met daarin een schuinkruis (ook wel Sint Andrieskruis geheten) van zilver. Om het kruis staan in totaal twaalf kruisjes en elke arm wordt zelf ook weer gekruist. In elk vak zijn drie kruisjes. In de schildvoet staat een groene tak met elzenproppen. het schild wordt gedekt door een gouden kroon met drie bladeren en twee parels. het geheel wordt vastgehouden door twee vrouwen van natuurlijke kleur. De beide vrouwen zijn gekleed in een blauwe jurk met daaronder een rode onderjurk. De beide vrouwen houden op hun buitenste handen een valk van natuurlijke kleur. De snavels, halsbanden, klauwen en belletjes zijn van goud. De kappen van de vrouwen en de huiven van de valken zijn van zilver.

## Verwante wapens

Het wapen van Echt
Het wapen van Susteren
Het wapen van Nieuwstadt